# بدل مخاطر (اختلال ضال)
«بدل مخاطر» (بالإنجليزية: Hazard Pay)‏ هي الحلقة الثالثة للموسم الخامس من مسلسل إيه إم سي التلفزيوني الدرامي اختلال ضال. كتبها بيتر غولد وأخرجها آدم بيرنستاين، بُثَّت على إيه إم سي في 29 يوليو 2012.

## وصلات خارجية
- «بدل مخاطر» على إيه إم سي (بالإنجليزية)
- «بدل مخاطر» على قاعدة بيانات الأفلام على الإنترنت (بالإنجليزية)